# Andreas Seppi
Andreas Seppi (* 21. února 1984 Bolzano) je bývalý italský profesionální tenista.
Ve své kariéře vyhrál na okruhu ATP World Tour do roku 2019 v dvouhře 3 turnaje, z toho 1 turnaj ATP Challenger. Ve čtyřhře vyhrál jeden turnaj, a to v roce 2016 v Dubaji společně s krajanem Simonem Bolellim.
Na žebříčku ATP byl v srpnu 2019 veden na 77. místě. Jeho nejlepší umístění byla 18. příčka v lednu 2013. Jeho trenérem je Massimo Sartori. Stálým bydlištěm je italské město Caldaro.

## Finále na okruhu ATP World Tour
| Legenda                           |
| D – dvouhra; Č – čtyřhra          |
| Grand Slam (0)                    |
| Turnaj mistrů (0)                 |
| ATP World Tour Masters 1000 (0)   |
| ATP World Tour 500 (0–1 D, 1–2 Č) |
| ATP World Tour 250 (3–6 D; 0–4 Č) |

### Dvouhra: 10 (3–7)
| Stav      | Č. | Datum         | Turnaj                             | Povrch    | Vítěz                  | Výsledek                |
| Finalista | 1. | červenec 2007 | Gstaad, Švýcarsko                  | antuka    | Paul-Henri Mathieu     | 7–6(7–1), 4–6, 5–7      |
| Vítěz     | 1. | červen 2011   | Eastbourne, Spojené království     | tráva     | Janko Tipsarević       | 7–6(7–5), 3–6, 5–3skreč |
| Vítěz     | 2. | květen 2012   | Bělehrad, Srbsko                   | antuka    | Benoît Paire           | 6–3, 6–2                |
| Finalista | 2. | červen 2012   | Eastbourne, Spojené království (2) | tráva     | Andy Roddick           | 3–6, 2–6                |
| Finalista | 3. | září 2012     | Mety, Francie                      | tvrdý (h) | Jo-Wilfried Tsonga     | 1–6, 2–6                |
| Vítěz     | 3. | říjen 2012    | Moskva, Rusko                      | tvrdý (h) | Thomaz Bellucci        | 3–6, 7–6(7–3), 6–3      |
| Finalista | 4. | únor 2015     | Záhřeb, Chorvatsko                 | tvrdý (h) | Guillermo García López | 6–7(5–7), 3–6           |
| Finalista | 5. | červen 2015   | Halle, Německo                     | tráva     | Roger Federer          | 6–7(1–7), 4–6           |
| Finalista | 6. | leden 2019    | Sydney, Austrálie                  | tvrdý     | Alex de Minaur         | 5–7, 6–7(5–7)           |
| Finalista | 7. | únor 2020     | New York, Spojené státy            | tvrdý (h) | Kyle Edmund            | 5–7, 1–6                |

### Čtyřhra: 7 (1–6)
| Stav      | Č. | Datum         | Turnaj                         | Povrch  | Partner            | Vítězové                          | Výsledek          |
| Finalista | 1. | únor 2006     | Záhřeb, Chorvatsko             | koberec | Davide Sanguinetti | Jaroslav Levinský Michal Mertiňák | 6–7(7–9), 1–6     |
| Finalista | 2. | červenec 2010 | Båstad, Švédsko                | antuka  | Simone Vagnozzi    | Robert Lindstedt Horia Tecău      | 4–6, 5–7          |
| Finalista | 3. | říjen 2010    | Tokio, Japonsko                | tvrdý   | Dmitrij Tursunov   | Eric Butorac Jean-Julien Rojer    | 3–6, 2–6          |
| Finalista | 4. | leden 2011    | Dauhá, Katar                   | tvrdý   | Daniele Bracciali  | Marc López Rafael Nadal           | 3–6, 6–7(4–7)     |
| Finalista | 5. | červen 2011   | Eastbourne, Spojené království | tráva   | Grigor Dimitrov    | Jonathan Erlich Andy Ram          | 3–6, 3–6          |
| Finalista | 6. | říjen 2013    | Peking, Čína                   | tvrdý   | Fabio Fognini      | Max Mirnyj Horia Tecău            | 4–6, 2–6          |
| Vítěz     | 1. | únor 2016     | Dubaj, SAE                     | tvrdý   | Simone Bolelli     | Feliciano López Marc López        | 6–2, 3–6, [14–12] |

## Tituly na challengerech ATP a okruhu Futures
| Legenda                     |
| --------------------------- |
| D – dvouhra; Č – čtyřhra    |
| Challengery (10–3 D; 1–0 Č) |
| Futures (1–0 D; 0–0 Č)      |

### Dvouhra (11 titulů)
| č.  | datum         | turnaj                   | povrch    | soupeř ve finále   | výsledek           |
| --- | ------------- | ------------------------ | --------- | ------------------ | ------------------ |
| 1.  | leden 2003    | Mnichov, Německo         | koberec   | Lars Uebel         | 6–4, 7–5           |
| 1.  | únor 2008     | Bergamo, Itálie          | tvrdý (h) | Julien Benneteau   | 2–6, 6–2, 7–5      |
| 2.  | srpen 2009    | San Marino, San Marino   | antuka    | Potito Starace     | 7–6(7–4), 2–6, 6–4 |
| 3.  | srpen 2010    | Kitzbühel, Rakousko      | antuka    | Victor Crivoi      | 6–2, 6–1           |
| 4.  | únor 2011     | Bergamo, Itálie          | tvrdý (h) | Gilles Müller      | 3–6, 6–3, 6–4      |
| 5.  | říjen 2011    | Mons, Belgie             | tvrdý (h) | Julien Benneteau   | 2–6, 6–3, 7–6(7–4) |
| 6.  | listopad 2013 | Ortisei, Itálie          | tvrdý (h) | Simon Greul        | 7–6(7–4), 6–2      |
| 7.  | listopad 2014 | Ortisei, Itálie          | tvrdý (h) | Matthias Bachinger | 6–4, 6–3           |
| 8.  | leden 2018    | Canberra, Austrálie      | tvrdý     | Márton Fucsovics   | 5–7, 6–4, 6–3      |
| 9.  | září 2019     | Cary, Spojené království | tvrdý     | Michael Mmoh       | 6–2, 6–7, 6–3      |
| 10. | březen 2021   | Biella, Itálie           | tvrdý (h) | Liam Broady        | 6–2, 6–1           |

### Čtyřhra (1 titul)
| č. | datum     | turnaj          | povrch    | spoluhráč      | soupeři ve finále            | výsledek |
| -- | --------- | --------------- | --------- | -------------- | ---------------------------- | -------- |
| 1. | únor 2008 | Bergamo, Itálie | tvrdý (h) | Simone Bolelli | James Cerretani Igor Zelenay | 6–3, 6–0 |

## Davisův pohár
Andreas Seppi se zúčastnil 12 zápasů v Davisově poháru za tým Itálie s bilancí 9-8 ve dvouhře a 2-1 ve čtyřhře.

## Postavení na žebříčku ATP na konci sezóny

### Dvouhra
| Rok    | 2000  | 2001   | 2002   | 2003   | 2004   | 2005  | 2006  | 2007  | 2008  | 2009  |
| Pořadí | 1126. | ▲ 803. | ▲ 346. | ▲ 285. | ▲ 135. | ▲ 69. | ▼ 75. | ▲ 50. | ▲ 35. | ▼ 49. |

### Čtyřhra
| Rok    | 2000  | 2001   | 2002   | 2003   | 2004   | 2005   | 2006   | 2007   | 2008   | 2009  |
| Pořadí | 1474. | ▲ 663. | ▲ 348. | ▼ 444. | ▲ 321. | ▲ 281. | ▲ 189. | ▼ 378. | ▲ 120. | ▲ 82. |